# 奥贝格
奥贝格是奥地利上奥地利州罗尔巴赫县的一个市镇。总面积13平方公里，总人口549人，人口密度42.2人/平方公里（2005年）。